# Gianni Bortoletto
Gianni Bortoletto (Preganziol, 4 maggio 1956) è un allenatore di calcio italiano.

## Carriera

### Allenatore
La sua carriera da allenatore incomincia nel 1980, allenando la squadra Giovanissimi del Sant'Angelo. Nel 1983 viene chiamato dal Treviso per allenare la squadra della stessa categoria. L'anno successivo diviene allenatore della squadra Primavera.
Dopo vari anni tra la squadra di Treviso ed altre squadre dei campionati minori, nel 1997 guida il Trento Calcio alla vittoria del campionato interregionale, ottenendo la promozione in Serie C2.
Dal 1999 al 2002 è viceallenatore di Alberto Cavasin al Lecce, nella stagione 2002-2003 segue il tecnico trevigiano alla guida della Fiorentina.
Nel luglio 2003 è chiamato ad allenare la Fermana in C1, ma viene esonerato una gara prima della fine del girone di andata, più per divergenze tecniche col presidente Battaglioni che non per i risultati in campo che non sono pessimi.
Dal 2005 al 2008 torna a collaborare con Cavasin al Treviso, al Messina e al Frosinone.
Nel 2009 in seguito a un contatto di Lorenzo Cresta, accetta di prendere il timone dell'Africa Sports National, squadra ivoriana. In Costa d'Avorio vince due coppe nazionali e partecipa per due anni di fila alla Champions League Africana.
Segue una breve parentesi in Serie D alla Sacilese, dove viene esonerato dopo soli quattro mesi nel novembre del 2011. Occupa poi ruoli da osservatore per Hellas Verona e Bologna.
Nel 2012 si trasferisce in Tunisia ed assume il ruolo di direttore tecnico del Club Sportif Sfaxien. A Sfax vince il campionato tunisino, la coppa Nazionale ed arriva in finale della Coppa d'Africa.
L'8 dicembre 2013 firma con la squadra Tianjin Songjiang di China League One dove ricopre  il ruolo di direttore tecnico accompagnato dal suo ex giocatore Yuri Pellegrini.
Prima dell'inizio del campionato di China League One 2014 assume il ruolo di allenatore della squadra arrivando settimo. L'anno seguente, 2015 va in Ghana per osservare un torneo e qui conosce i dirigenti del Dreams Team che in quell'anno conquistano, per la prima volta la serie A e nel 2016 chiamano Bortoletto ad allenare la squadra ed arriva un nono posto finale dopo essere stati per molto tempo nelle prime tre posizioni. Viene richiamato a Sfax a fine settembre del 2016 dove però, da subito ci sono divergenze con il Presidente e così dopo due mesi esatti di lavoro e con la squadra prima in classifica, dà le dimissioni.

## Palmarès

### Allenatore

#### Competizioni nazionali
- Campionato Nazionale Dilettanti: 1

Trento: 1997-1998
- Coppa della Costa d'Avorio: 2

Africa Sports National: 2009, 2010